# Nyls (hameau)
Nyls  est un hameau situé à Ponteilla, dans le département français des Pyrénées-Orientales.

## Géographie

### Localisation
Nyls se situe à l'est de Ponteilla.

### Hydrographie
Nyls est traversé par la Canterane, affluent du Réart.

### Voies de communication et transports
Le hameau de Nyls est traversé par la D 23A d'ouest en est, en provenance de Ponteilla et en direction de Pollestres. C'est aussi le point de départ de la D 39A en direction de Canohès vers le nord.

## Toponymie
En catalan, le nom du lieu est Nils. La graphie récente Nyils (Y + i) est une aberration anti-étymologique.
Nyls est cité pour la première fois en 930 sous le nom de Villa Asinilos. On rencontre les variantes Anyls en 1774 et Anills en 1789. L'origine du nom est le mot latin Asinus (« âne »). Même si l'hypothèse d'un nom signifiant « élevage d'ânes » n'est pas à exclure, Lluís Basseda préfère retenir celle d'un nom de propriétaire : Asilinus.

## Histoire
Le hameau de Nyls est cité pour la première fois en 930 dans le testament du prêtre Ansila qui lègue l'alleu qu'il y possédait à l'église Sainte-Eulalie d'Elne. L'archiprêtre Amalric en 963 ainsi que Oliba et son épouse Sindla en 986 firent de même avec leurs alleus sur le territoire de Nyls.
Le hameau de Nyls dépend sous l'Ancien Régime de la paroisse de Ponteilla. Il est immédiatement rattaché à Ponteilla lors de la création des communes entre 1790 et 1794.

### Les Templiers
Les Templiers du Mas Deu acquièrent progressivement le territoire de Nyls entre 1133 et 1183. Ils en deviennent les seigneurs à part entière à partir de 1271.

## Démographie
La population est exprimée en nombre de feux (f) ou d'habitants (H).
| 1378 | 1424 | 1515 | 1553 | 1709 | 1730 | 1767 | 1774 | 1789 |
| ---- | ---- | ---- | ---- | ---- | ---- | ---- | ---- | ---- |
| 17 f | 6 f  | 5 f  | 1 f  | 5 f  | 9 f  | 78 H | 9 f  | 13 f |

Note:
- 1720 : comptée avec Ponteilla.
- À partir de 1790 :comptée avec Ponteilla.

## Culture locale et patrimoine

### Lieux et monuments
- Église Saint-Martin : église romane en ruines ;
- Église Sainte-Marie : église du XVIIe siècle[4].

### Personnalités liées à la commune
- Manuel d'Aux Borrellas (?-1665) : militaire mort à Nyls ;
- Joan-Daniel Bezsonoff (1963-) : romancier de langue catalane vivant à Nyls.